# Élections municipales de 2014 dans le Gard
Les élections municipales se sont déroulées les 23 et 30 mars 2014 dans le Gard.

## Maires sortants et maires élus
La gauche recule avec la perte d'Aigues-Mortes, Beauvoisin, Caveirac, Manduel, Saint-Ambroix, Saint-Christol-lèz-Alès et Saint-Gilles. Elle se console avec des succès à Calvisson, Clarensac, Générac, Le Grau-du-Roi, Poulx, Saint-Hilaire-de-Brethmas, Saint-Martin-de-Valgalgues, Uchaud et Vauvert et le maintien du PCF à Aramon, La Grand-Combe, Rousson, Saint-Julien-les-Rosiers et Salindres. L'UMP se maintient à Alès, Nîmes et Villeneuve-lès-Avignon et reprend certaines villes perdues au scrutin précédent. L'UDI conserve Saint-Privat-des-Vieux et Uzès. Le Front national prend pied dans le département en remportant Beaucaire. 
| Commune                    | Population | Maire sortant          | Parti | Parti | Maire élu                   | Parti | Parti |
| -------------------------- | ---------- | ---------------------- | ----- | ----- | --------------------------- | ----- | ----- |
| Aigues-Mortes              | 8 543      | Cédric Bonato          |       | PS    | Pierre Maumejean            |       | UMP   |
| Aimargues                  | 4 576      | Jean-Paul Franc        |       | DVD   | Jean-Paul Franc             |       | DVD   |
| Alès                       | 40 851     | Max Roustan            |       | UMP   | Max Roustan                 |       | UMP   |
| Anduze                     | 3 262      | Bonifacio Iglesias     |       | DVG   | Bonifacio Iglesias          |       | DVG   |
| Aramon                     | 3 821      | Michel Pronesti        |       | PCF   | Michel Pronesti             |       | PCF   |
| Bagnols-sur-Cèze           | 18 349     | Jean-Christian Rey     |       | PS    | Jean-Christian Rey          |       | PS    |
| Beaucaire                  | 15 894     | Jacques Bourbousson    |       | UDI   | Julien Sanchez              |       | FN    |
| Beauvoisin                 | 3 902      | Bernard Chassang       |       | PS    | Guy Schramm                 |       | DVD   |
| Bellegarde                 | 6 336      | Juan-Antoine Martinez  |       | PS    | Juan-Antoine Martinez       |       | PS    |
| Bernis                     | 3 194      | Théos Granchi          |       | DVG   | Théos Granchi               |       | DVG   |
| Bessèges                   | 3 042      | Bernard Portalès       |       | DVG   | Bernard Portalès            |       | DVG   |
| Bouillargues               | 6 183      | Maurice Gaillard       |       | DVD   | Maurice Gaillard            |       | DVD   |
| Caissargues                | 3 759      | Jacques Becamel        |       | DVD   | Christian Schoepfer         |       | DVD   |
| Calvisson                  | 5 132      | Denis Roche            |       | DVD   | André Sauzede               |       | DVG   |
| Caveirac                   | 3 889      | Bernard Bergogne       |       | PS    | Gérard Trauchessec          |       | DVD   |
| Clarensac                  | 3 940      | Georges Bazin          |       | DVD   | Marjorie Enjelvin           |       | DVG   |
| Gallargues-le-Montueux     | 3 351      | René Pourreau          |       | DVD   | Freddy Cerda                |       | DVD   |
| Garons                     | 4 546      | Alain Dalmas           |       | DVD   | Alain Dalmas                |       | DVD   |
| Générac                    | 3 983      | Frédéric Touzellier    |       | DVD   | Frédéric Touzellier         |       | DVG   |
| Jonquières-Saint-Vincent   | 3 458      | Jean-Marie Fournier    |       | DVD   | Jean-Marie Fournier         |       | DVD   |
| La Grand-Combe             | 5 196      | Patrick Malavieille    |       | PCF   | Patrick Malavieille         |       | PCF   |
| Laudun-l'Ardoise           | 5 851      | Patrice Prat           |       | PS    | Philippe Pecout             |       | PS    |
| Le Grau-du-Roi             | 8 338      | Étienne Mourrut        |       | UMP   | Robert Crauste              |       | PS    |
| Le Vigan                   | 3 930      | Éric Doulcier          |       | EELV  | Éric Doulcier               |       | EELV  |
| Les Angles                 | 8 275      | Jean-Louis Banino      |       | UMP   | Jean-Louis Banino           |       | UMP   |
| Manduel                    | 5 910      | Marie-Louise Sabatier  |       | PS    | Jean-Jacques Granat         |       | UMP   |
| Marguerittes               | 8 601      | William Portal         |       | DVD   | William Portal              |       | DVD   |
| Milhaud                    | 5 762      | Jean-Michel Avellaneda |       | UMP   | Jean-Luc Descloux           |       | DVD   |
| Montfrin                   | 3 144      | Claude Martinet        |       | UMP   | Claude Martinet             |       | UMP   |
| Nîmes                      | 144 940    | Jean-Paul Fournier     |       | UMP   | Jean-Paul Fournier          |       | UMP   |
| Pont-Saint-Esprit          | 10 640     | Roger Castillon        |       | PS    | Roger Castillon             |       | PS    |
| Poulx                      | 4 045      | Bernard Rous           |       | DVD   | Patrice Quittard            |       | DVG   |
| Pujaut                     | 4 039      | Guy David              |       | DVD   | Guy David                   |       | DVD   |
| Redessan                   | 3 955      | Hervé Giely            |       | PRG   | Fabienne Richard            |       | DVG   |
| Rochefort-du-Gard          | 7 443      | Patrick Vacaris        |       | UMP   | Dominique Riberi            |       | UMP   |
| Roquemaure                 | 5 422      | Roger Queyranne        |       | DVD   | André Daniel Bernard Heughe |       | DVD   |
| Rousson                    | 3 786      | Jean-Claude Bertrand   |       | PCF   | Ghislain Chassary           |       | PCF   |
| Saint-Ambroix              | 3 401      | Daniel Pialet          |       | DVG   | Jean-Pierre De Faria        |       | DVD   |
| Saint-Christol-lès-Alès    | 6 738      | Philippe Roux          |       | PS    | Jean-Charles Benezet        |       | UDI   |
| Saint-Gilles               | 13 564     | Alain Gaido            |       | PS    | Eddy Valadier               |       | UMP   |
| Saint-Hilaire-de-Brethmas  | 4 228      | Gérard Roux            |       | UDI   | Jean-Michel Perret          |       | PS    |
| Saint-Hippolyte-du-Fort    | 3 842      | Bruno Olivieri         |       | PS    | Bruno Olivieri              |       | PS    |
| Saint-Julien-les-Rosiers   | 3 146      | Serge Bord             |       | PCF   | Serge Bord                  |       | PCF   |
| Saint-Laurent-d'Aigouze    | 3 310      | Laurent Pélissier      |       | UMP   | Laurent Pélissier           |       | UMP   |
| Saint-Martin-de-Valgalgues | 4 199      | Guy Marrot             |       | UMP   | Claude Cerpedes             |       | PCF   |
| Saint-Privat-des-Vieux     | 4 737      | Philippe Ribot         |       | UDI   | Philippe Ribot              |       | UDI   |
| Salindres                  | 3 145      | Daniel Verdelhan       |       | PCF   | Daniel Verdelhan            |       | PCF   |
| Sommières                  | 4 463      | Guy Marotte            |       | PS    | Guy Marotte                 |       | PS    |
| Uchaud                     | 4 187      | Christian Eymard       |       | UMP   | Maryan Bonnet               |       | PS    |
| Uzès                       | 8 626      | Jean-Luc Chapon        |       | UDI   | Jean-Luc Chapon             |       | UDI   |
| Vauvert                    | 11 200     | Gérard Gayaud          |       | UMP   | Jean Denat                  |       | PS    |
| Vergèze                    | 4 684      | René Balana            |       | PS    | René Balana                 |       | PS    |
| Villeneuve-lès-Avignon     | 12 266     | Jean-Marc Roubaud      |       | UMP   | Jean-Marc Roubaud           |       | UMP   |

### Résultats en nombre de maires
| Partis         | Partis                               | Maires sortants | Maires élus | Évolution     |
| -------------- | ------------------------------------ | --------------- | ----------- | ------------- |
|                | Union pour un mouvement populaire    | 14              | 11          | 3             |
|                | Divers droite                        | 13              | 13          | en stagnation |
|                | Union des démocrates et indépendants | 4               | 3           | 1             |
| Total droite   | Total droite                         | 31              | 27          | 4             |
|                | Parti socialiste                     | 12              | 11          | 1             |
|                | Parti communiste français            | 5               | 6           | 1             |
|                | Divers gauche                        | 4               | 8           | 4             |
|                | Parti radical de gauche              | 1               | 0           | 1             |
| Total gauche   | Total gauche                         | 23              | 26          | 3             |
| Front national | Front national                       | 0               | 1           | 1             |
| Total          | Total                                | 54              | 54          | -             |

## Résultats dans les communes de plus de3 000 habitants

### Aigues-Mortes
- Maire sortant : Cédric Bonato (PS)
- 29 sièges à pourvoir au conseil municipal (population légale 2011 : 8 543 habitants)
- 13 sièges à pourvoir au conseil communautaire (CC Terre de Camargue)

| Tête de liste            | Tête de liste     | Liste          | Premier tour | Premier tour | Second tour | Second tour | Sièges | Sièges |
| Tête de liste            | Tête de liste     | Liste          | Voix         | %            | Voix        | %           | CM     | CC     |
| ------------------------ | ----------------- | -------------- | ------------ | ------------ | ----------- | ----------- | ------ | ------ |
|                          | Pierre Maumejean  | UMP-UDI        | 1 780        | 35,84        | 2 618       | 50,15       | 22     | 10     |
|                          | Cédric Bonato *   | DVG            | 1 714        | 34,51        | 2 255       | 43,19       | 6      | 3      |
|                          | Isabelle Secrétan | DVD            | 568          | 11,43        |             |             |        |        |
|                          | Stéphane Pignan   | DVD            | 551          | 11,09        | 347         | 6,64        | 1      |        |
|                          | Didier Caire      | DVG            | 353          | 7,10         |             |             |        |        |
|                          |                   |                |              |              |             |             |        |        |
| Inscrits                 | Inscrits          | Inscrits       | 6 951        | 100,00       | 6 951       | 100,00      |        |        |
| Abstentions              | Abstentions       | Abstentions    | 1 859        | 26,74        | 1 569       | 22,57       |        |        |
| Votants                  | Votants           | Votants        | 5 092        | 73,26        | 5 382       | 77,43       |        |        |
| Blancs et nuls           | Blancs et nuls    | Blancs et nuls | 126          | 2,47         | 162         | 3,01        |        |        |
| Exprimés                 | Exprimés          | Exprimés       | 4 966        | 97,53        | 5 220       | 96,99       |        |        |
| * Liste du maire sortant |                   |                |              |              |             |             |        |        |

### Aimargues
- Maire sortant : Jean-Paul Franc (SE)
- 27 sièges à pourvoir au conseil municipal (population légale 2011 : 4 576 habitants)
- 7 sièges à pourvoir au conseil communautaire (CC de Petite Camargue)

|                          | Jean-Paul Franc *  | DVG            | 1 522 | 58,35  | 22 | 6 |  |  |
|                          | Franck Paul        | SE             | 510   | 19,55  | 3  | 1 |  |  |
|                          | Louis-Paul Andraud | DVD            | 304   | 11,65  | 1  |   |  |  |
|                          | Anne Warnery       | DVG            | 272   | 10,42  | 1  |   |  |  |
|                          |                    |                |       |        |    |   |  |  |
| Inscrits                 | Inscrits           | Inscrits       | 3 723 | 100,00 |    |   |  |  |
| Abstentions              | Abstentions        | Abstentions    | 1 006 | 27,02  |    |   |  |  |
| Votants                  | Votants            | Votants        | 2 717 | 72,98  |    |   |  |  |
| Blancs et nuls           | Blancs et nuls     | Blancs et nuls | 109   | 4,01   |    |   |  |  |
| Exprimés                 | Exprimés           | Exprimés       | 2 608 | 95,99  |    |   |  |  |
| * Liste du maire sortant |                    |                |       |        |    |   |  |  |

### Alès
- Maire sortant : Max Roustan (UMP)
- 43 sièges à pourvoir au conseil municipal (population légale 2011 : 40 851 habitants)
- 29 sièges à pourvoir au conseil communautaire (CA Alès Agglomération)

|                          | Max Roustan *     | UMP            | 8 693  | 54,13  | 35 | 24 |  |  |
|                          | Jean-Michel Suau  | FG             | 2 693  | 16,77  | 4  | 2  |  |  |
|                          | Benjamin Mathéaud | PS-EELV        | 1 974  | 12,29  | 2  | 2  |  |  |
|                          | Nathalie Challier | FN             | 1 925  | 11,98  | 2  | 1  |  |  |
|                          | Brahim Aber       | DVG            | 772    | 4,80   |    |    |  |  |
|                          |                   |                |        |        |    |    |  |  |
| Inscrits                 | Inscrits          | Inscrits       | 26 853 | 100,00 |    |    |  |  |
| Abstentions              | Abstentions       | Abstentions    | 10 331 | 38,47  |    |    |  |  |
| Votants                  | Votants           | Votants        | 16 522 | 61,53  |    |    |  |  |
| Blancs et nuls           | Blancs et nuls    | Blancs et nuls | 465    | 2,81   |    |    |  |  |
| Exprimés                 | Exprimés          | Exprimés       | 16 057 | 97,19  |    |    |  |  |
| * Liste du maire sortant |                   |                |        |        |    |    |  |  |

### Anduze
- Maire sortant : Bonifacio Iglesias
- 23 sièges à pourvoir au conseil municipal (population légale 2011 : 3 262 habitants)
- 2 sièges à pourvoir au conseil communautaire (CA Alès Agglomération)

| Tête de liste            | Tête de liste        | Liste          | Premier tour | Premier tour | Second tour | Second tour | Sièges | Sièges |
| Tête de liste            | Tête de liste        | Liste          | Voix         | %            | Voix        | %           | CM     | CC     |
| ------------------------ | -------------------- | -------------- | ------------ | ------------ | ----------- | ----------- | ------ | ------ |
|                          | Bonnifacio Iglesias* | SE             | 727          | 43,68        | 785         | 46,28       | 17     | 2      |
|                          | Geneviève Blanc      | EELV           | 528          | 31,73        | 592         | 34,90       | 4      |        |
|                          | Pierre Lemaire       | DVD            | 409          | 24,57        | 319         | 18,80       | 2      |        |
|                          |                      |                |              |              |             |             |        |        |
| Inscrits                 | Inscrits             | Inscrits       | 2 306        | 100,00       | 2 306       | 100,00      |        |        |
| Abstentions              | Abstentions          | Abstentions    | 585          | 25,37        | 564         | 24,46       |        |        |
| Votants                  | Votants              | Votants        | 1 721        | 74,63        | 1 742       | 75,54       |        |        |
| Blancs et nuls           | Blancs et nuls       | Blancs et nuls | 57           | 3,31         | 46          | 2,64        |        |        |
| Exprimés                 | Exprimés             | Exprimés       | 1 664        | 96,69        | 1 696       | 97,36       |        |        |
| * Liste du maire sortant |                      |                |              |              |             |             |        |        |

### Aramon
- Maire sortant : Michel Pronesti
- 27 sièges à pourvoir au conseil municipal (population légale 2011 : 3 821 habitants)
- 5 sièges à pourvoir au conseil communautaire (CC du Pont du Gard)

| Tête de liste            | Tête de liste     | Liste          | Premier tour | Premier tour | Second tour | Second tour | Sièges | Sièges |
| Tête de liste            | Tête de liste     | Liste          | Voix         | %            | Voix        | %           | CM     | CC     |
| ------------------------ | ----------------- | -------------- | ------------ | ------------ | ----------- | ----------- | ------ | ------ |
|                          | Michel Pronesti * | DVG            | 1 056        | 45,73        | 1 247       | 53,35       | 21     | 4      |
|                          | Pierre Laguerre   | DVD            | 723          | 31,31        | 1 090       | 46,64       | 6      | 1      |
|                          | André Acosta      | DVD            | 530          | 22,95        |             |             |        |        |
|                          |                   |                |              |              |             |             |        |        |
| Inscrits                 | Inscrits          | Inscrits       | 3 299        | 100,00       | 3 299       | 100,00      |        |        |
| Abstentions              | Abstentions       | Abstentions    | 925          | 28,04        | 878         | 26,61       |        |        |
| Votants                  | Votants           | Votants        | 2 374        | 71,96        | 2 421       | 73,39       |        |        |
| Blancs et nuls           | Blancs et nuls    | Blancs et nuls | 65           | 2,74         | 84          | 3,47        |        |        |
| Exprimés                 | Exprimés          | Exprimés       | 2 309        | 97,26        | 2 337       | 96,53       |        |        |
| * Liste du maire sortant |                   |                |              |              |             |             |        |        |

### Bagnols-sur-Cèze
- Maire sortant : Jean-Christian Rey (PS)
- 33 sièges à pourvoir au conseil municipal (population légale 2011 : 18 349 habitants)
- 19 sièges à pourvoir au conseil communautaire (CA du Gard rhodanien)

| Tête de liste            | Tête de liste         | Liste          | Premier tour | Premier tour | Second tour | Second tour | Sièges | Sièges |
| Tête de liste            | Tête de liste         | Liste          | Voix         | %            | Voix        | %           | CM     | CC     |
| ------------------------ | --------------------- | -------------- | ------------ | ------------ | ----------- | ----------- | ------ | ------ |
|                          | Jean Christian Rey *  | PS             | 2 616        | 33,59        | 3 597       | 44,20       | 24     | 14     |
|                          | Stéphane Perez        | FN             | 1 902        | 24,42        | 2 093       | 25,72       | 4      | 2      |
|                          | Serge Rouquairol      | UMP-UDI        | 1 500        | 19,26        | 2 447       | 30,07       | 5      | 3      |
|                          | Christian Roux        | DVG            | 872          | 11,19        |             |             |        |        |
|                          | Jean-Claude Jacquelin | DVD            | 518          | 6,65         |             |             |        |        |
|                          | Michel Tortey         | FG             | 379          | 4,86         |             |             |        |        |
|                          |                       |                |              |              |             |             |        |        |
| Inscrits                 | Inscrits              | Inscrits       | 13 523       | 100,00       | 13 523      | 100,00      |        |        |
| Abstentions              | Abstentions           | Abstentions    | 5 525        | 40,86        | 5 088       | 37,62       |        |        |
| Votants                  | Votants               | Votants        | 7 998        | 59,14        | 8 435       | 62,38       |        |        |
| Blancs et nuls           | Blancs et nuls        | Blancs et nuls | 211          | 2,64         | 298         | 3,53        |        |        |
| Exprimés                 | Exprimés              | Exprimés       | 7 787        | 97,36        | 8 137       | 96,47       |        |        |
| * Liste du maire sortant |                       |                |              |              |             |             |        |        |

### Beaucaire
- Maire sortant : Jacques Bourbousson (UDI)
- 33 sièges à pourvoir au conseil municipal (population légale 2011 : 15 894 habitants)
- 15 sièges à pourvoir au conseil communautaire (CC Beaucaire Terre d'Argence)

| Tête de liste            | Tête de liste         | Liste          | Premier tour | Premier tour | Second tour | Second tour | Sièges | Sièges |
| Tête de liste            | Tête de liste         | Liste          | Voix         | %            | Voix        | %           | CM     | CC     |
| ------------------------ | --------------------- | -------------- | ------------ | ------------ | ----------- | ----------- | ------ | ------ |
|                          | Julien Sanchez        | FN             | 2 375        | 32,84        | 3 083       | 39,81       | 23     | 11     |
|                          | Jacques Bourbousson * | SE             | 1 624        | 22,45        | 2 246       | 29,00       | 5      | 2      |
|                          | Christophe Andre      | DVD            | 1 314        | 18,16        | 1 883       | 24,31       | 4      | 2      |
|                          | Claude Dubois         | PS-PCF-EELV    | 873          | 12,07        | 531         | 6,85        | 1      |        |
|                          | Valérie Arese         | SE             | 863          | 11,93        |             |             |        |        |
|                          | Roger Volle           | SE             | 183          | 2,53         |             |             |        |        |
|                          |                       |                |              |              |             |             |        |        |
| Inscrits                 | Inscrits              | Inscrits       | 10 351       | 100,00       | 10 352      | 100,00      |        |        |
| Abstentions              | Abstentions           | Abstentions    | 2 960        | 28,60        | 2 449       | 23,66       |        |        |
| Votants                  | Votants               | Votants        | 7 391        | 71,40        | 7 903       | 76,34       |        |        |
| Blancs et nuls           | Blancs et nuls        | Blancs et nuls | 159          | 2,15         | 160         | 2,02        |        |        |
| Exprimés                 | Exprimés              | Exprimés       | 7 232        | 97,85        | 7 743       | 97,98       |        |        |
| * Liste du maire sortant |                       |                |              |              |             |             |        |        |

### Beauvoisin
- Maire sortant : Bernard Chassang
- 27 sièges à pourvoir au conseil municipal (population légale 2011 : 3 902 habitants)
- 6 sièges à pourvoir au conseil communautaire (CC de Petite Camargue)

| Tête de liste  | Tête de liste    | Liste          | Premier tour | Premier tour | Second tour | Second tour | Sièges | Sièges |
| Tête de liste  | Tête de liste    | Liste          | Voix         | %            | Voix        | %           | CM     | CC     |
| -------------- | ---------------- | -------------- | ------------ | ------------ | ----------- | ----------- | ------ | ------ |
|                | Guy Schramm      | SE             | 898          | 43,21        | 1 115       | 50,95       | 21     | 5      |
|                | Manuel Gabarri   | DVG            | 884          | 42,54        | 1 073       | 49,04       | 6      | 1      |
|                | Jean-Louis Becat | SE             | 296          | 14,24        |             |             |        |        |
|                |                  |                |              |              |             |             |        |        |
| Inscrits       | Inscrits         | Inscrits       | 2 905        | 100,00       | 2 905       | 100,00      |        |        |
| Abstentions    | Abstentions      | Abstentions    | 725          | 24,96        | 654         | 22,51       |        |        |
| Votants        | Votants          | Votants        | 2 180        | 75,04        | 2 251       | 77,49       |        |        |
| Blancs et nuls | Blancs et nuls   | Blancs et nuls | 102          | 4,68         | 63          | 2,80        |        |        |
| Exprimés       | Exprimés         | Exprimés       | 2 078        | 95,32        | 2 188       | 97,20       |        |        |

### Bellegarde
- Maire sortant : Juan-Antoine Martinez (PS)
- 29 sièges à pourvoir au conseil municipal (population légale 2011 : 6 336 habitants)
- 8 sièges à pourvoir au conseil communautaire (CC Beaucaire Terre d'Argence)

|                          | Juan Martinez *  | DVG            | 1 799 | 51,19  | 22 | 6 |  |  |
|                          | Jacques Bonhomme | UMP-UDI        | 929   | 26,43  | 4  | 1 |  |  |
|                          | Élie Bataille    | DVD            | 786   | 22,36  | 3  | 1 |  |  |
|                          |                  |                |       |        |    |   |  |  |
| Inscrits                 | Inscrits         | Inscrits       | 4 928 | 100,00 |    |   |  |  |
| Abstentions              | Abstentions      | Abstentions    | 1 311 | 26,60  |    |   |  |  |
| Votants                  | Votants          | Votants        | 3 617 | 73,40  |    |   |  |  |
| Blancs et nuls           | Blancs et nuls   | Blancs et nuls | 103   | 2,85   |    |   |  |  |
| Exprimés                 | Exprimés         | Exprimés       | 3 514 | 97,15  |    |   |  |  |
| * Liste du maire sortant |                  |                |       |        |    |   |  |  |

### Bernis
- Maire sortant : Théos Granchi
- 23 sièges à pourvoir au conseil municipal (population légale 2011 : 3 194 habitants)
- 1 sièges à pourvoir au conseil communautaire (CA Nîmes Métropole)

|                          | Théos Granchi * | SE             | 1 201 | 76,88  | 21 | 1 |  |  |
|                          | Alex Laval      | DVD            | 361   | 23,11  | 2  |   |  |  |
|                          |                 |                |       |        |    |   |  |  |
| Inscrits                 | Inscrits        | Inscrits       | 2 274 | 100,00 |    |   |  |  |
| Abstentions              | Abstentions     | Abstentions    | 631   | 27,75  |    |   |  |  |
| Votants                  | Votants         | Votants        | 1 643 | 72,25  |    |   |  |  |
| Blancs et nuls           | Blancs et nuls  | Blancs et nuls | 81    | 4,93   |    |   |  |  |
| Exprimés                 | Exprimés        | Exprimés       | 1 562 | 95,07  |    |   |  |  |
| * Liste du maire sortant |                 |                |       |        |    |   |  |  |

### Bessèges
- Maire sortant : Bernard Portalès
- 23 sièges à pourvoir au conseil municipal (population légale 2011 : 3 042 habitants)
- 6 sièges à pourvoir au conseil communautaire (CC Cèze-Cévennes)

|                          | Bernard Portalès * | SE             | 901   | 65,91  | 19 | 5 |  |  |
|                          | Guy Malachane      | SE             | 466   | 34,08  | 4  | 1 |  |  |
|                          |                    |                |       |        |    |   |  |  |
| Inscrits                 | Inscrits           | Inscrits       | 2 205 | 100,00 |    |   |  |  |
| Abstentions              | Abstentions        | Abstentions    | 757   | 34,33  |    |   |  |  |
| Votants                  | Votants            | Votants        | 1 448 | 65,67  |    |   |  |  |
| Blancs et nuls           | Blancs et nuls     | Blancs et nuls | 81    | 5,59   |    |   |  |  |
| Exprimés                 | Exprimés           | Exprimés       | 1 367 | 94,41  |    |   |  |  |
| * Liste du maire sortant |                    |                |       |        |    |   |  |  |

### Bouillargues
- Maire sortant : Maurice Gaillard (DVD)
- 29 sièges à pourvoir au conseil municipal (population légale 2011 : 6 183 habitants)
- 3 sièges à pourvoir au conseil communautaire (CA Nîmes Métropole)

|                          | Maurice Gaillard * | DVD            | 1 811 | 56,13  | 23 | 3 |  |  |
|                          | Jacqueline Chapon  | PS-PCF-EELV    | 792   | 24,55  | 3  |   |  |  |
|                          | Jean Marc Raffin   | DVG            | 623   | 19,31  | 3  |   |  |  |
|                          |                    |                |       |        |    |   |  |  |
| Inscrits                 | Inscrits           | Inscrits       | 5 043 | 100,00 |    |   |  |  |
| Abstentions              | Abstentions        | Abstentions    | 1 662 | 32,96  |    |   |  |  |
| Votants                  | Votants            | Votants        | 3 381 | 67,04  |    |   |  |  |
| Blancs et nuls           | Blancs et nuls     | Blancs et nuls | 155   | 4,58   |    |   |  |  |
| Exprimés                 | Exprimés           | Exprimés       | 3 226 | 95,42  |    |   |  |  |
| * Liste du maire sortant |                    |                |       |        |    |   |  |  |

### Caissargues
- Maire sortant : Jacques Becamel
- 27 sièges à pourvoir au conseil municipal (population légale 2011 : 3 759 habitants)
- 2 sièges à pourvoir au conseil communautaire (CA Nîmes Métropole)

|                | Christian Schoepfer | DVD            | 1 182 | 54,07  | 21 | 2 |  |  |
|                | Léone Lelievre      | SE             | 547   | 25,02  | 3  |   |  |  |
|                | Marcel Devaux       | DVG            | 457   | 20,90  | 3  |   |  |  |
|                |                     |                |       |        |    |   |  |  |
| Inscrits       | Inscrits            | Inscrits       | 3 139 | 100,00 |    |   |  |  |
| Abstentions    | Abstentions         | Abstentions    | 878   | 27,97  |    |   |  |  |
| Votants        | Votants             | Votants        | 2 261 | 72,03  |    |   |  |  |
| Blancs et nuls | Blancs et nuls      | Blancs et nuls | 75    | 3,32   |    |   |  |  |
| Exprimés       | Exprimés            | Exprimés       | 2 186 | 96,68  |    |   |  |  |

### Calvisson
- Maire sortant : Denis Roche
- 29 sièges à pourvoir au conseil municipal (population légale 2011 : 5 132 habitants)
- 9 sièges à pourvoir au conseil communautaire (CC du Pays de Sommières)

| Tête de liste            | Tête de liste        | Liste          | Premier tour | Premier tour | Second tour | Second tour | Sièges | Sièges |
| Tête de liste            | Tête de liste        | Liste          | Voix         | %            | Voix        | %           | CM     | CC     |
| ------------------------ | -------------------- | -------------- | ------------ | ------------ | ----------- | ----------- | ------ | ------ |
|                          | André Sauzede        | SE             | 1 103        | 44,36        | 1 592       | 70,19       | 25     | 8      |
|                          | Denis Roche *        | SE             | 571          | 22,96        | 676         | 29,80       | 4      | 1      |
|                          | Jean-Philippe Pascal | DVG            | 554          | 22,28        |             |             |        |        |
|                          | Cédric Cadaureille   | SE             | 258          | 10,37        |             |             |        |        |
|                          |                      |                |              |              |             |             |        |        |
| Inscrits                 | Inscrits             | Inscrits       | 3 964        | 100,00       | 3 965       | 100,00      |        |        |
| Abstentions              | Abstentions          | Abstentions    | 1 357        | 34,23        | 1 440       | 36,32       |        |        |
| Votants                  | Votants              | Votants        | 2 607        | 65,77        | 2 525       | 63,68       |        |        |
| Blancs et nuls           | Blancs et nuls       | Blancs et nuls | 121          | 4,64         | 257         | 10,18       |        |        |
| Exprimés                 | Exprimés             | Exprimés       | 2 486        | 95,36        | 2 268       | 89,82       |        |        |
| * Liste du maire sortant |                      |                |              |              |             |             |        |        |

### Caveirac
- Maire sortant : Bernard Bergogne
- 27 sièges à pourvoir au conseil municipal (population légale 2011 : 3 889 habitants)
- 2 sièges à pourvoir au conseil communautaire (CA Nîmes Métropole)

| Tête de liste  | Tête de liste      | Liste          | Premier tour | Premier tour | Second tour | Second tour | Sièges | Sièges |
| Tête de liste  | Tête de liste      | Liste          | Voix         | %            | Voix        | %           | CM     | CC     |
| -------------- | ------------------ | -------------- | ------------ | ------------ | ----------- | ----------- | ------ | ------ |
|                | Gérard Trauchessec | SE             | 892          | 40,87        | 1 152       | 49,39       | 21     | 2      |
|                | Anthony Alarcon    | DVG            | 755          | 34,60        | 808         | 34,64       | 4      |        |
|                | Jean-Luc Chapus    | DVD            | 535          | 24,51        | 372         | 15,95       | 2      |        |
|                |                    |                |              |              |             |             |        |        |
| Inscrits       | Inscrits           | Inscrits       | 3 295        | 100,00       | 3 259       | 100,00      |        |        |
| Abstentions    | Abstentions        | Abstentions    | 996          | 30,23        | 850         | 26,08       |        |        |
| Votants        | Votants            | Votants        | 2 299        | 69,77        | 2 409       | 73,92       |        |        |
| Blancs et nuls | Blancs et nuls     | Blancs et nuls | 117          | 5,09         | 77          | 3,20        |        |        |
| Exprimés       | Exprimés           | Exprimés       | 2 182        | 94,91        | 2 332       | 96,80       |        |        |

### Clarensac
- Maire sortant : Georges Bazin
- 27 sièges à pourvoir au conseil municipal (population légale 2011 : 3 940 habitants)
- 2 sièges à pourvoir au conseil communautaire (CA Nîmes Métropole)

| Tête de liste  | Tête de liste     | Liste          | Premier tour | Premier tour | Second tour | Second tour | Sièges | Sièges |
| Tête de liste  | Tête de liste     | Liste          | Voix         | %            | Voix        | %           | CM     | CC     |
| -------------- | ----------------- | -------------- | ------------ | ------------ | ----------- | ----------- | ------ | ------ |
|                | Jean-Paul Lopez   | DVG            | 552          | 28,19        | 580         | 27,54       | 4      |        |
|                | Marjorie Enjelvin | DVG            | 496          | 25,33        | 678         | 32,19       | 18     | 2      |
|                | Gérard Querci     | SE             | 472          | 24,10        | 457         | 21,69       | 3      |        |
|                | Patrick Gervais   | SE             | 438          | 22,36        | 391         | 18,56       | 2      |        |
|                |                   |                |              |              |             |             |        |        |
| Inscrits       | Inscrits          | Inscrits       | 3 307        | 100,00       | 3 307       | 100,00      |        |        |
| Abstentions    | Abstentions       | Abstentions    | 1 244        | 37,62        | 1 127       | 34,08       |        |        |
| Votants        | Votants           | Votants        | 2 063        | 62,38        | 2 180       | 65,92       |        |        |
| Blancs et nuls | Blancs et nuls    | Blancs et nuls | 105          | 5,09         | 74          | 3,39        |        |        |
| Exprimés       | Exprimés          | Exprimés       | 1 958        | 94,91        | 2 106       | 96,61       |        |        |

### Gallargues-le-Montueux
- Maire sortant : René Pourreau
- 23 sièges à pourvoir au conseil municipal (population légale 2011 : 3 351 habitants)
- 4 sièges à pourvoir au conseil communautaire (CC Rhôny Vistre Vidourle)

| Tête de liste            | Tête de liste   | Liste          | Premier tour | Premier tour | Second tour | Second tour | Sièges | Sièges |
| Tête de liste            | Tête de liste   | Liste          | Voix         | %            | Voix        | %           | CM     | CC     |
| ------------------------ | --------------- | -------------- | ------------ | ------------ | ----------- | ----------- | ------ | ------ |
|                          | Freddy Cerda    | SE             | 882          | 48,35        | 1 025       | 59,38       | 19     | 3      |
|                          | René Pourreau * | SE             | 501          | 27,46        | 701         | 40,61       | 4      | 1      |
|                          | Éric Astrologi  | UDI            | 441          | 24,17        |             |             |        |        |
|                          |                 |                |              |              |             |             |        |        |
| Inscrits                 | Inscrits        | Inscrits       | 2 524        | 100,00       | 2 524       | 100,00      |        |        |
| Abstentions              | Abstentions     | Abstentions    | 653          | 25,87        | 716         | 28,37       |        |        |
| Votants                  | Votants         | Votants        | 1 871        | 74,13        | 1 808       | 71,63       |        |        |
| Blancs et nuls           | Blancs et nuls  | Blancs et nuls | 47           | 2,51         | 82          | 4,54        |        |        |
| Exprimés                 | Exprimés        | Exprimés       | 1 824        | 97,49        | 1 726       | 95,46       |        |        |
| * Liste du maire sortant |                 |                |              |              |             |             |        |        |

### Garons
- Maire sortant : Alain Dalmas
- 27 sièges à pourvoir au conseil municipal (population légale 2011 : 4 546 habitants)
- 2 sièges à pourvoir au conseil communautaire (CA Nîmes Métropole)

|                          | Alain Dalmas * | DVD            | 1 484 | 100,00 | 27 | 2 |  |  |
|                          |                |                |       |        |    |   |  |  |
| Inscrits                 | Inscrits       | Inscrits       | 3 589 | 100,00 |    |   |  |  |
| Abstentions              | Abstentions    | Abstentions    | 1 766 | 49,21  |    |   |  |  |
| Votants                  | Votants        | Votants        | 1 823 | 50,79  |    |   |  |  |
| Blancs et nuls           | Blancs et nuls | Blancs et nuls | 339   | 18,60  |    |   |  |  |
| Exprimés                 | Exprimés       | Exprimés       | 1 484 | 81,40  |    |   |  |  |
| * Liste du maire sortant |                |                |       |        |    |   |  |  |

### Générac
- Maire sortant : Frédéric Touzellier (DVG)
- 27 sièges à pourvoir au conseil municipal (population légale 2011 : 3 983 habitants)
- 2 sièges à pourvoir au conseil communautaire (CA Nîmes Métropole)

|                          | Frédéric Touzellier * | SE             | 1 360 | 63,28  | 22 | 2 |  |  |
|                          | Henri Rochet          | SE             | 789   | 36,71  | 5  |   |  |  |
|                          |                       |                |       |        |    |   |  |  |
| Inscrits                 | Inscrits              | Inscrits       | 2 934 | 100,00 |    |   |  |  |
| Abstentions              | Abstentions           | Abstentions    | 704   | 23,99  |    |   |  |  |
| Votants                  | Votants               | Votants        | 2 230 | 76,01  |    |   |  |  |
| Blancs et nuls           | Blancs et nuls        | Blancs et nuls | 81    | 3,63   |    |   |  |  |
| Exprimés                 | Exprimés              | Exprimés       | 2 149 | 96,37  |    |   |  |  |
| * Liste du maire sortant |                       |                |       |        |    |   |  |  |

### Jonquières-Saint-Vincent
- Maire sortant : Jean-Marie Fournier
- 23 sièges à pourvoir au conseil municipal (population légale 2011 : 3 458 habitants)
- 3 sièges à pourvoir au conseil communautaire (CC Beaucaire Terre d'Argence)

|                          | Jean-Marie Fournier * | SE             | 1 150 | 70,07  | 20 | 3 |  |  |
|                          | Michel Perier         | SE             | 491   | 29,92  | 3  |   |  |  |
|                          |                       |                |       |        |    |   |  |  |
| Inscrits                 | Inscrits              | Inscrits       | 2 453 | 100,00 |    |   |  |  |
| Abstentions              | Abstentions           | Abstentions    | 703   | 28,66  |    |   |  |  |
| Votants                  | Votants               | Votants        | 1 750 | 71,34  |    |   |  |  |
| Blancs et nuls           | Blancs et nuls        | Blancs et nuls | 109   | 6,23   |    |   |  |  |
| Exprimés                 | Exprimés              | Exprimés       | 1 641 | 93,77  |    |   |  |  |
| * Liste du maire sortant |                       |                |       |        |    |   |  |  |

### La Grand-Combe
- Maire sortant : Patrick Malavieille (PCF)
- 29 sièges à pourvoir au conseil municipal (population légale 2011 : 5 196 habitants)
- 13 sièges à pourvoir au conseil communautaire (CA Alès Agglomération)

|                          | Patrick Malavieille * | PCF-PS-EELV    | 1 187 | 55,62  | 23 | 10 |  |  |
|                          | Ludovic Bouix         | UDI            | 947   | 44,37  | 6  | 3  |  |  |
|                          |                       |                |       |        |    |    |  |  |
| Inscrits                 | Inscrits              | Inscrits       | 3 392 | 100,00 |    |    |  |  |
| Abstentions              | Abstentions           | Abstentions    | 1 137 | 33,52  |    |    |  |  |
| Votants                  | Votants               | Votants        | 2 255 | 66,48  |    |    |  |  |
| Blancs et nuls           | Blancs et nuls        | Blancs et nuls | 121   | 5,37   |    |    |  |  |
| Exprimés                 | Exprimés              | Exprimés       | 2 134 | 94,63  |    |    |  |  |
| * Liste du maire sortant |                       |                |       |        |    |    |  |  |

### Laudun-l'Ardoise
- Maire sortant : Patrice Prat (PS)
- 29 sièges à pourvoir au conseil municipal (population légale 2011 : 5 851 habitants)
- 6 sièges à pourvoir au conseil communautaire (CA du Gard rhodanien)

|                | Philippe Pecout | DVG            | 1 550 | 53,52  | 23 | 5 |  |  |
|                | Yves Cazorla    | UMP            | 1 346 | 46,47  | 6  | 1 |  |  |
|                |                 |                |       |        |    |   |  |  |
| Inscrits       | Inscrits        | Inscrits       | 4 135 | 100,00 |    |   |  |  |
| Abstentions    | Abstentions     | Abstentions    | 1 063 | 25,71  |    |   |  |  |
| Votants        | Votants         | Votants        | 3 072 | 74,29  |    |   |  |  |
| Blancs et nuls | Blancs et nuls  | Blancs et nuls | 176   | 5,73   |    |   |  |  |
| Exprimés       | Exprimés        | Exprimés       | 2 896 | 94,27  |    |   |  |  |

### Le Grau-du-Roi
- Maire sortant : Étienne Mourrut (UMP)
- 29 sièges à pourvoir au conseil municipal (population légale 2011 : 8 338 habitants)
- 13 sièges à pourvoir au conseil communautaire (CC Terre de Camargue)

| Tête de liste  | Tête de liste   | Liste          | Premier tour | Premier tour | Second tour | Second tour | Sièges | Sièges |
| Tête de liste  | Tête de liste   | Liste          | Voix         | %            | Voix        | %           | CM     | CC     |
| -------------- | --------------- | -------------- | ------------ | ------------ | ----------- | ----------- | ------ | ------ |
|                | Léopold Rosso   | UMP            | 2 285        | 37,49        | 2 727       | 43,28       | 6      | 3      |
|                | Robert Crauste  | SE             | 2 124        | 34,85        | 2 752       | 43,68       | 21     | 10     |
|                | Bernard Luciani | DVD            | 1 031        | 16,91        | 416         | 6,60        | 1      |        |
|                | Yvette Flaugère | FN             | 654          | 10,73        | 405         | 6,42        | 1      |        |
|                |                 |                |              |              |             |             |        |        |
| Inscrits       | Inscrits        | Inscrits       | 8 097        | 100,00       | 8 097       | 100,00      |        |        |
| Abstentions    | Abstentions     | Abstentions    | 1 878        | 23,19        | 1 688       | 20,85       |        |        |
| Votants        | Votants         | Votants        | 6 219        | 76,81        | 6 409       | 79,15       |        |        |
| Blancs et nuls | Blancs et nuls  | Blancs et nuls | 125          | 2,01         | 109         | 1,70        |        |        |
| Exprimés       | Exprimés        | Exprimés       | 6 094        | 97,99        | 6 300       | 98,30       |        |        |

### Les Angles
- Maire sortant : Jean-Louis Banino (UMP)
- 29 sièges à pourvoir au conseil municipal (population légale 2011 : 8 275 habitants)
- 4 sièges à pourvoir au conseil communautaire (CA Grand Avignon)

|                          | Jean-Louis Banino * | UMP            | 2 488 | 58,59  | 24 | 4 |  |  |
|                          | Karine Margutti     | PS-PCF-EELV    | 940   | 22,13  | 3  |   |  |  |
|                          | Bernard Baisson     | FN             | 818   | 19,26  | 2  |   |  |  |
|                          |                     |                |       |        |    |   |  |  |
| Inscrits                 | Inscrits            | Inscrits       | 6 770 | 100,00 |    |   |  |  |
| Abstentions              | Abstentions         | Abstentions    | 2 405 | 35,52  |    |   |  |  |
| Votants                  | Votants             | Votants        | 4 365 | 64,48  |    |   |  |  |
| Blancs et nuls           | Blancs et nuls      | Blancs et nuls | 119   | 2,73   |    |   |  |  |
| Exprimés                 | Exprimés            | Exprimés       | 4 246 | 97,27  |    |   |  |  |
| * Liste du maire sortant |                     |                |       |        |    |   |  |  |

### Manduel
- Maire sortant : Marie-Louise Sabatier (PS)
- 29 sièges à pourvoir au conseil municipal (population légale 2011 : 5 910 habitants)
- 3 sièges à pourvoir au conseil communautaire (CA Nîmes Métropole)

| Tête de liste  | Tête de liste        | Liste          | Premier tour | Premier tour | Second tour | Second tour | Sièges | Sièges |
| Tête de liste  | Tête de liste        | Liste          | Voix         | %            | Voix        | %           | CM     | CC     |
| -------------- | -------------------- | -------------- | ------------ | ------------ | ----------- | ----------- | ------ | ------ |
|                | Jean-Jacques Granat  | DVD            | 1 378        | 42,67        | 2 001       | 62,78       | 24     | 2      |
|                | Gérard Rival         | DVG            | 946          | 29,29        | 1 186       | 37,21       | 5      | 1      |
|                | Jean-François Tixier | UMP            | 905          | 28,02        |             |             |        |        |
|                |                      |                |              |              |             |             |        |        |
| Inscrits       | Inscrits             | Inscrits       | 5 065        | 100,00       | 5 064       | 100,00      |        |        |
| Abstentions    | Abstentions          | Abstentions    | 1 657        | 32,71        | 1 663       | 32,84       |        |        |
| Votants        | Votants              | Votants        | 3 408        | 67,29        | 3 401       | 67,16       |        |        |
| Blancs et nuls | Blancs et nuls       | Blancs et nuls | 179          | 5,25         | 214         | 6,29        |        |        |
| Exprimés       | Exprimés             | Exprimés       | 3 229        | 94,75        | 3 187       | 93,71       |        |        |

### Marguerittes
- Maire sortant : William Portal (DVD)
- 29 sièges à pourvoir au conseil municipal (population légale 2011 : 8 601 habitants)
- 4 sièges à pourvoir au conseil communautaire (CA Nîmes Métropole)

|                          | William Portal * | DVD            | 2 467 | 57,27  | 23 | 3 |  |  |
|                          | Rémi Nicolas     | DVG            | 1 840 | 42,72  | 6  | 1 |  |  |
|                          |                  |                |       |        |    |   |  |  |
| Inscrits                 | Inscrits         | Inscrits       | 7 159 | 100,00 |    |   |  |  |
| Abstentions              | Abstentions      | Abstentions    | 2 668 | 37,27  |    |   |  |  |
| Votants                  | Votants          | Votants        | 4 491 | 62,73  |    |   |  |  |
| Blancs et nuls           | Blancs et nuls   | Blancs et nuls | 184   | 4,10   |    |   |  |  |
| Exprimés                 | Exprimés         | Exprimés       | 4 307 | 95,90  |    |   |  |  |
| * Liste du maire sortant |                  |                |       |        |    |   |  |  |

### Milhaud
- Maire sortant : Jean-Michel Avellaneda (UMP)
- 29 sièges à pourvoir au conseil municipal (population légale 2011 : 5 762 habitants)
- 3 sièges à pourvoir au conseil communautaire (CA Nîmes Métropole)

| Tête de liste            | Tête de liste            | Liste          | Premier tour | Premier tour | Second tour | Second tour | Sièges | Sièges |
| Tête de liste            | Tête de liste            | Liste          | Voix         | %            | Voix        | %           | CM     | CC     |
| ------------------------ | ------------------------ | -------------- | ------------ | ------------ | ----------- | ----------- | ------ | ------ |
|                          | Jean-Luc Descloux        | DVD            | 1 032        | 34,45        | 1 741       | 56,76       | 23     | 3      |
|                          | Isabelle Durand-Martin   | FN             | 705          | 23,53        | 627         | 20,44       | 3      |        |
|                          | Jean-Michel Avellaneda * | UMP-UDI        | 648          | 21,63        | 699         | 22,79       | 3      |        |
|                          | Jean-Marc Rubio          | DVD            | 391          | 13,05        |             |             |        |        |
|                          | Nathalie El Fassy Ribes  | PS             | 219          | 7,31         |             |             |        |        |
|                          |                          |                |              |              |             |             |        |        |
| Inscrits                 | Inscrits                 | Inscrits       | 4 204        | 100,00       | 4 203       | 100,00      |        |        |
| Abstentions              | Abstentions              | Abstentions    | 1 152        | 27,40        | 1 056       | 25,12       |        |        |
| Votants                  | Votants                  | Votants        | 3 052        | 72,60        | 3 147       | 74,88       |        |        |
| Blancs et nuls           | Blancs et nuls           | Blancs et nuls | 57           | 1,87         | 80          | 2,54        |        |        |
| Exprimés                 | Exprimés                 | Exprimés       | 2 995        | 98,13        | 3 067       | 97,46       |        |        |
| * Liste du maire sortant |                          |                |              |              |             |             |        |        |

### Montfrin
- Maire sortant : Claude Martinet
- 23 sièges à pourvoir au conseil municipal (population légale 2011 : 3 144 habitants)
- 4 sièges à pourvoir au conseil communautaire (CC du Pont du Gard)

| Tête de liste            | Tête de liste     | Liste          | Premier tour | Premier tour | Second tour | Second tour | Sièges | Sièges |
| Tête de liste            | Tête de liste     | Liste          | Voix         | %            | Voix        | %           | CM     | CC     |
| ------------------------ | ----------------- | -------------- | ------------ | ------------ | ----------- | ----------- | ------ | ------ |
|                          | Claude Martinet * | DVD            | 682          | 42,62        | 843         | 52,45       | 18     | 3      |
|                          | Serge Dalle       | DVG            | 445          | 27,81        | 764         | 47,54       | 5      | 1      |
|                          | Christian Bugiani | DVD            | 280          | 17,50        |             |             |        |        |
|                          | Jean-Alain Combey | SE             | 193          | 12,06        |             |             |        |        |
|                          |                   |                |              |              |             |             |        |        |
| Inscrits                 | Inscrits          | Inscrits       | 2 325        | 100,00       | 2 325       | 100,00      |        |        |
| Abstentions              | Abstentions       | Abstentions    | 660          | 28,39        | 631         | 27,14       |        |        |
| Votants                  | Votants           | Votants        | 1 665        | 71,61        | 1 694       | 72,86       |        |        |
| Blancs et nuls           | Blancs et nuls    | Blancs et nuls | 65           | 3,90         | 87          | 5,14        |        |        |
| Exprimés                 | Exprimés          | Exprimés       | 1 600        | 96,10        | 1 607       | 94,86       |        |        |
| * Liste du maire sortant |                   |                |              |              |             |             |        |        |

### Nîmes
- Maire sortant : Jean-Paul Fournier (UMP)
- 55 sièges à pourvoir au conseil municipal (population légale 2011 : 144 940 habitants)
- 48 sièges à pourvoir au conseil communautaire (CA Nîmes Métropole)

| Tête de liste            | Tête de liste        | Liste          | Premier tour | Premier tour | Second tour | Second tour | Sièges | Sièges |
| Tête de liste            | Tête de liste        | Liste          | Voix         | %            | Voix        | %           | CM     | CC     |
| ------------------------ | -------------------- | -------------- | ------------ | ------------ | ----------- | ----------- | ------ | ------ |
|                          | Jean-Paul Fournier * | DVD            | 17 491       | 37,18        | 22 491      | 46,80       | 41     | 36     |
|                          | Yoann Gillet         | FN             | 10 241       | 21,77        | 11 734      | 24,41       | 7      | 6      |
|                          | Françoise Dumas      | PS-PRG         | 6 929        | 14,73        | 6 699       | 13,94       | 3      | 3      |
|                          | Sylvette Fayet       | FG-EELV        | 5 664        | 12,04        | 7 130       | 14,83       | 4      | 3      |
|                          | Jean-Paul Boré       | PS diss.       | 4 340        | 9,22         |             |             |        |        |
|                          | Éric Firoud          | SE             | 1 377        | 2,92         |             |             |        |        |
|                          | Jean-Louis Wolber    | SE             | 627          | 1,33         |             |             |        |        |
|                          | Élizabeth Pascal     | DVD            | 368          | 0,78         |             |             |        |        |
|                          |                      |                |              |              |             |             |        |        |
| Inscrits                 | Inscrits             | Inscrits       | 85 991       | 100,00       | 86 019      | 100,00      |        |        |
| Abstentions              | Abstentions          | Abstentions    | 37 460       | 43,56        | 35 847      | 41,67       |        |        |
| Votants                  | Votants              | Votants        | 48 531       | 56,44        | 50 172      | 58,33       |        |        |
| Blancs et nuls           | Blancs et nuls       | Blancs et nuls | 1 494        | 3,08         | 2 118       | 4,22        |        |        |
| Exprimés                 | Exprimés             | Exprimés       | 47 037       | 96,92        | 48 054      | 95,78       |        |        |
| * Liste du maire sortant |                      |                |              |              |             |             |        |        |

### Pont-Saint-Esprit
- Maire sortant : Roger Castillon (DVG)
- 33 sièges à pourvoir au conseil municipal (population légale 2011 : 10 640 habitants)
- 11 sièges à pourvoir au conseil communautaire (CA du Gard rhodanien)

| Tête de liste            | Tête de liste      | Liste          | Premier tour | Premier tour | Second tour | Second tour | Sièges | Sièges |
| Tête de liste            | Tête de liste      | Liste          | Voix         | %            | Voix        | %           | CM     | CC     |
| ------------------------ | ------------------ | -------------- | ------------ | ------------ | ----------- | ----------- | ------ | ------ |
|                          | Roger Castillon *  | DVG            | 2 164        | 41,39        | 2 390       | 45,82       | 25     | 9      |
|                          | Gilbert Baumet     | DVD            | 1 225        | 23,43        | 1 418       | 27,19       | 4      | 1      |
|                          | Christiane Gondard | FN             | 1 003        | 19,18        | 876         | 16,79       | 3      | 1      |
|                          | Valère Segal       | DVD            | 640          | 12,24        | 531         | 10,18       | 1      |        |
|                          | Louis Esparza      | DVD            | 196          | 3,74         |             |             |        |        |
|                          |                    |                |              |              |             |             |        |        |
| Inscrits                 | Inscrits           | Inscrits       | 7 278        | 100,00       | 7 277       | 100,00      |        |        |
| Abstentions              | Abstentions        | Abstentions    | 1 949        | 26,78        | 1 972       | 27,10       |        |        |
| Votants                  | Votants            | Votants        | 5 329        | 73,22        | 5 305       | 72,90       |        |        |
| Blancs et nuls           | Blancs et nuls     | Blancs et nuls | 101          | 1,90         | 90          | 1,70        |        |        |
| Exprimés                 | Exprimés           | Exprimés       | 5 228        | 98,10        | 5 215       | 98,30       |        |        |
| * Liste du maire sortant |                    |                |              |              |             |             |        |        |

### Poulx
- Maire sortant : Bernard Rous
- 27 sièges à pourvoir au conseil municipal (population légale 2011 : 4 045 habitants)
- 2 sièges à pourvoir au conseil communautaire (CA Nîmes Métropole)

| Tête de liste  | Tête de liste     | Liste          | Premier tour | Premier tour | Second tour | Second tour | Sièges | Sièges |
| Tête de liste  | Tête de liste     | Liste          | Voix         | %            | Voix        | %           | CM     | CC     |
| -------------- | ----------------- | -------------- | ------------ | ------------ | ----------- | ----------- | ------ | ------ |
|                | Patrice Quittard  | DVG            | 690          | 31,81        | 1 019       | 43,25       | 20     | 2      |
|                | Gilbert Viviet    | DVD            | 688          | 31,71        | 975         | 41,38       | 5      |        |
|                | André Jamot       | DVD            | 443          | 20,42        | 362         | 15,36       | 2      |        |
|                | Christian Poussin | SE             | 210          | 9,68         |             |             |        |        |
|                | Yves Texier       | DVD            | 138          | 6,36         |             |             |        |        |
|                |                   |                |              |              |             |             |        |        |
| Inscrits       | Inscrits          | Inscrits       | 3 333        | 100,00       | 3 333       | 100,00      |        |        |
| Abstentions    | Abstentions       | Abstentions    | 1 089        | 32,67        | 932         | 27,96       |        |        |
| Votants        | Votants           | Votants        | 2 244        | 67,33        | 2 401       | 72,04       |        |        |
| Blancs et nuls | Blancs et nuls    | Blancs et nuls | 75           | 3,34         | 45          | 1,87        |        |        |
| Exprimés       | Exprimés          | Exprimés       | 2 169        | 96,66        | 2 356       | 98,13       |        |        |

### Pujaut
- Maire sortant : Guy David
- 27 sièges à pourvoir au conseil municipal (population légale 2011 : 4 039 habitants)
- 2 sièges à pourvoir au conseil communautaire (CA Grand Avignon)

|                          | Guy David *    | SE             | 1 792 | 100,00 | 27 | 2 |  |  |
|                          |                |                |       |        |    |   |  |  |
| Inscrits                 | Inscrits       | Inscrits       | 3 242 | 100,00 |    |   |  |  |
| Abstentions              | Abstentions    | Abstentions    | 1 132 | 34,92  |    |   |  |  |
| Votants                  | Votants        | Votants        | 2 110 | 65,08  |    |   |  |  |
| Blancs et nuls           | Blancs et nuls | Blancs et nuls | 318   | 15,07  |    |   |  |  |
| Exprimés                 | Exprimés       | Exprimés       | 1 792 | 84,93  |    |   |  |  |
| * Liste du maire sortant |                |                |       |        |    |   |  |  |

### Redessan
- Maire sortant : Hervé Giely
- 27 sièges à pourvoir au conseil municipal (population légale 2011 : 3 955 habitants)
- 2 sièges à pourvoir au conseil communautaire (CA Nîmes Métropole)

| Tête de liste  | Tête de liste    | Liste          | Premier tour | Premier tour | Second tour | Second tour | Sièges | Sièges |
| Tête de liste  | Tête de liste    | Liste          | Voix         | %            | Voix        | %           | CM     | CC     |
| -------------- | ---------------- | -------------- | ------------ | ------------ | ----------- | ----------- | ------ | ------ |
|                | Fabienne Richard | DVG            | 766          | 40,33        | 966         | 50,28       | 21     | 2      |
|                | Mélanie Dufour   | DVD            | 602          | 31,70        | 954         | 49,66       | 6      |        |
|                | Éric Baume       | DVD            | 531          | 27,96        | 1           | 0,05        |        |        |
|                |                  |                |              |              |             |             |        |        |
| Inscrits       | Inscrits         | Inscrits       | 2 824        | 100,00       | 2 824       | 100,00      |        |        |
| Abstentions    | Abstentions      | Abstentions    | 859          | 30,42        | 819         | 29,00       |        |        |
| Votants        | Votants          | Votants        | 1 965        | 69,58        | 2 005       | 71,00       |        |        |
| Blancs et nuls | Blancs et nuls   | Blancs et nuls | 66           | 3,36         | 84          | 4,19        |        |        |
| Exprimés       | Exprimés         | Exprimés       | 1 899        | 96,64        | 1 921       | 95,81       |        |        |

### Rochefort-du-Gard
- Maire sortant : Patrick Vacaris (UMP)
- 29 sièges à pourvoir au conseil municipal (population légale 2011 : 7 443 habitants)
- 4 sièges à pourvoir au conseil communautaire (CA Grand Avignon)

|                | Dominique Riberi | DVD            | 2 585 | 70,47  | 25 | 4 |  |  |
|                | Mathieu Lemal    | PS-PCF-EELV    | 1 083 | 29,52  | 4  |   |  |  |
|                |                  |                |       |        |    |   |  |  |
| Inscrits       | Inscrits         | Inscrits       | 5 630 | 100,00 |    |   |  |  |
| Abstentions    | Abstentions      | Abstentions    | 1 753 | 31,14  |    |   |  |  |
| Votants        | Votants          | Votants        | 3 877 | 68,86  |    |   |  |  |
| Blancs et nuls | Blancs et nuls   | Blancs et nuls | 209   | 5,39   |    |   |  |  |
| Exprimés       | Exprimés         | Exprimés       | 3 668 | 94,61  |    |   |  |  |

### Roquemaure
- Maire sortant : Roger Queyranne (DVD)
- 29 sièges à pourvoir au conseil municipal (population légale 2011 : 5 422 habitants)
- 11 sièges à pourvoir au conseil communautaire (CA Grand Avignon)

| Tête de liste  | Tête de liste  | Liste          | Premier tour | Premier tour | Second tour | Second tour | Sièges | Sièges |
| Tête de liste  | Tête de liste  | Liste          | Voix         | %            | Voix        | %           | CM     | CC     |
| -------------- | -------------- | -------------- | ------------ | ------------ | ----------- | ----------- | ------ | ------ |
|                | André Heughe   | DVD            | 1 078        | 46,38        | 1 188       | 47,29       | 22     | 8      |
|                | Nathalie Nury  | SE             | 762          | 32,78        | 921         | 36,66       | 5      | 2      |
|                | Luc Rousselot  | SE             | 484          | 20,82        | 403         | 16,04       | 2      | 1      |
|                |                |                |              |              |             |             |        |        |
| Inscrits       | Inscrits       | Inscrits       | 3 596        | 100,00       | 3 594       | 100,00      |        |        |
| Abstentions    | Abstentions    | Abstentions    | 1 176        | 32,70        | 1 016       | 28,27       |        |        |
| Votants        | Votants        | Votants        | 2 420        | 67,30        | 2 578       | 71,73       |        |        |
| Blancs et nuls | Blancs et nuls | Blancs et nuls | 96           | 3,97         | 66          | 2,56        |        |        |
| Exprimés       | Exprimés       | Exprimés       | 2 324        | 96,03        | 2 512       | 97,44       |        |        |

### Rousson
- Maire sortant : Jean-Claude Bertrand
- 27 sièges à pourvoir au conseil municipal (population légale 2011 : 3 786 habitants)
- 9 sièges à pourvoir au conseil communautaire (CA Alès Agglomération)

|                | Ghislain Chassary | PCF            | 1 227 | 55,24  | 21 | 7 |  |  |
|                | Pascal Martinez   | DVG            | 994   | 44,75  | 6  | 2 |  |  |
|                |                   |                |       |        |    |   |  |  |
| Inscrits       | Inscrits          | Inscrits       | 3 216 | 100,00 |    |   |  |  |
| Abstentions    | Abstentions       | Abstentions    | 917   | 28,51  |    |   |  |  |
| Votants        | Votants           | Votants        | 2 299 | 71,49  |    |   |  |  |
| Blancs et nuls | Blancs et nuls    | Blancs et nuls | 78    | 3,39   |    |   |  |  |
| Exprimés       | Exprimés          | Exprimés       | 2 221 | 96,61  |    |   |  |  |

### Saint-Ambroix
- Maire sortant : Daniel Pialet
- 23 sièges à pourvoir au conseil municipal (population légale 2011 : 3 401 habitants)
- 7 sièges à pourvoir au conseil communautaire (CC Cèze-Cévennes)

| Tête de liste            | Tête de liste        | Liste          | Premier tour | Premier tour | Second tour | Second tour | Sièges | Sièges |
| Tête de liste            | Tête de liste        | Liste          | Voix         | %            | Voix        | %           | CM     | CC     |
| ------------------------ | -------------------- | -------------- | ------------ | ------------ | ----------- | ----------- | ------ | ------ |
|                          | Jean-Pierre De Faria | DVD            | 856          | 48,71        | 1 050       | 55,76       | 18     | 6      |
|                          | Daniel Pialet *      | DVG            | 739          | 42,06        | 833         | 44,23       | 5      | 1      |
|                          | Catherine Carlier    | DVG            | 162          | 9,22         |             |             |        |        |
|                          |                      |                |              |              |             |             |        |        |
| Inscrits                 | Inscrits             | Inscrits       | 2 752        | 100,00       | 2 752       | 100,00      |        |        |
| Abstentions              | Abstentions          | Abstentions    | 912          | 33,14        | 799         | 29,03       |        |        |
| Votants                  | Votants              | Votants        | 1 840        | 66,86        | 1 953       | 70,97       |        |        |
| Blancs et nuls           | Blancs et nuls       | Blancs et nuls | 83           | 4,51         | 70          | 3,58        |        |        |
| Exprimés                 | Exprimés             | Exprimés       | 1 757        | 95,49        | 1 883       | 96,42       |        |        |
| * Liste du maire sortant |                      |                |              |              |             |             |        |        |

### Saint-Christol-lès-Alès
- Maire sortant : Philippe Roux (DVG)
- 29 sièges à pourvoir au conseil municipal (population légale 2011 : 6 738 habitants)
- 4 sièges à pourvoir au conseil communautaire (CA Alès Agglomération)

| Tête de liste            | Tête de liste        | Liste          | Premier tour | Premier tour | Second tour | Second tour | Sièges | Sièges |
| Tête de liste            | Tête de liste        | Liste          | Voix         | %            | Voix        | %           | CM     | CC     |
| ------------------------ | -------------------- | -------------- | ------------ | ------------ | ----------- | ----------- | ------ | ------ |
|                          | Jean-Charles Benezet | UDI-MoDem      | 1 376        | 40,15        | 1 949       | 53,54       | 23     | 3      |
|                          | Philippe Roux *      | DVG            | 1 170        | 34,14        | 1 260       | 34,61       | 5      | 1      |
|                          | Jean Sirvin          | PS             | 881          | 25,70        | 431         | 11,84       | 1      |        |
|                          |                      |                |              |              |             |             |        |        |
| Inscrits                 | Inscrits             | Inscrits       | 5 509        | 100,00       | 5 509       | 100,00      |        |        |
| Abstentions              | Abstentions          | Abstentions    | 1 893        | 34,36        | 1 768       | 32,09       |        |        |
| Votants                  | Votants              | Votants        | 3 616        | 65,64        | 3 741       | 67,91       |        |        |
| Blancs et nuls           | Blancs et nuls       | Blancs et nuls | 189          | 5,23         | 101         | 2,70        |        |        |
| Exprimés                 | Exprimés             | Exprimés       | 3 427        | 94,77        | 3 640       | 97,30       |        |        |
| * Liste du maire sortant |                      |                |              |              |             |             |        |        |

### Saint-Gilles
- Maire sortant : Alain Gaido (PS)
- 33 sièges à pourvoir au conseil municipal (population légale 2011 : 13 564 habitants)
- 7 sièges à pourvoir au conseil communautaire (CA Nîmes Métropole)

| Tête de liste            | Tête de liste   | Liste          | Premier tour | Premier tour | Second tour | Second tour | Sièges | Sièges |
| Tête de liste            | Tête de liste   | Liste          | Voix         | %            | Voix        | %           | CM     | CC     |
| ------------------------ | --------------- | -------------- | ------------ | ------------ | ----------- | ----------- | ------ | ------ |
|                          | Gilbert Collard | FN             | 2 656        | 42,57        | 3 132       | 48,50       | 8      | 1      |
|                          | Eddy Valadier   | UMP            | 1 582        | 25,35        | 3 326       | 51,50       | 25     | 6      |
|                          | Alain Gaido *   | PS-PCF-EELV    | 1 444        | 23,14        |             |             |        |        |
|                          | Samuel Serre    | UDI            | 557          | 8,92         |             |             |        |        |
|                          |                 |                |              |              |             |             |        |        |
| Inscrits                 | Inscrits        | Inscrits       | 8 926        | 100,00       | 8 927       | 100,00      |        |        |
| Abstentions              | Abstentions     | Abstentions    | 2 530        | 28,34        | 2 152       | 24,11       |        |        |
| Votants                  | Votants         | Votants        | 6 396        | 71,66        | 6 775       | 75,89       |        |        |
| Blancs et nuls           | Blancs et nuls  | Blancs et nuls | 157          | 2,45         | 317         | 4,68        |        |        |
| Exprimés                 | Exprimés        | Exprimés       | 6 239        | 97,55        | 6 458       | 95,32       |        |        |
| * Liste du maire sortant |                 |                |              |              |             |             |        |        |

### Saint-Hilaire-de-Brethmas
- Maire sortant : Gérard Roux
- 27 sièges à pourvoir au conseil municipal (population légale 2011 : 4 228 habitants)
- 3 sièges à pourvoir au conseil communautaire (CA Alès Agglomération)

| Tête de liste  | Tête de liste      | Liste          | Premier tour | Premier tour | Second tour | Second tour | Sièges | Sièges |
| Tête de liste  | Tête de liste      | Liste          | Voix         | %            | Voix        | %           | CM     | CC     |
| -------------- | ------------------ | -------------- | ------------ | ------------ | ----------- | ----------- | ------ | ------ |
|                | Jean-Michel Perret | SE             | 846          | 36,26        | 1 029       | 41,27       | 20     | 2      |
|                | Alain Cheyrezy     | UDI            | 780          | 33,43        | 841         | 33,73       | 4      | 1      |
|                | Patrick Guy        | SE             | 707          | 30,30        | 623         | 24,98       | 3      |        |
|                |                    |                |              |              |             |             |        |        |
| Inscrits       | Inscrits           | Inscrits       | 3 624        | 100,00       | 3 624       | 100,00      |        |        |
| Abstentions    | Abstentions        | Abstentions    | 1 180        | 32,56        | 1 075       | 29,66       |        |        |
| Votants        | Votants            | Votants        | 2 444        | 67,44        | 2 549       | 70,34       |        |        |
| Blancs et nuls | Blancs et nuls     | Blancs et nuls | 111          | 4,54         | 56          | 2,20        |        |        |
| Exprimés       | Exprimés           | Exprimés       | 2 333        | 95,46        | 2 493       | 97,80       |        |        |

### Saint-Hippolyte-du-Fort
- Maire sortant : Bruno Olivieri
- 27 sièges à pourvoir au conseil municipal (population légale 2011 : 3 842 habitants)
- 10 sièges à pourvoir au conseil communautaire (CC du Piémont Cévenol)

|                          | Bruno Olivieri * | DVG            | 1 066 | 53,56  | 21 | 8 |  |  |
|                          | Cyril Moh        | UDI            | 924   | 46,43  | 6  | 2 |  |  |
|                          |                  |                |       |        |    |   |  |  |
| Inscrits                 | Inscrits         | Inscrits       | 2 900 | 100,00 |    |   |  |  |
| Abstentions              | Abstentions      | Abstentions    | 774   | 26,69  |    |   |  |  |
| Votants                  | Votants          | Votants        | 2 126 | 73,31  |    |   |  |  |
| Blancs et nuls           | Blancs et nuls   | Blancs et nuls | 136   | 6,40   |    |   |  |  |
| Exprimés                 | Exprimés         | Exprimés       | 1 990 | 93,60  |    |   |  |  |
| * Liste du maire sortant |                  |                |       |        |    |   |  |  |

### Saint-Julien-les-Rosiers
- Maire sortant : Serge Bord
- 23 sièges à pourvoir au conseil municipal (population légale 2011 : 3 146 habitants)
- 7 sièges à pourvoir au conseil communautaire (CA Alès Agglomération)

|                          | Serge Bord *            | PS-PCF-EELV    | 1 111 | 56,39  | 18 | 6 |  |  |
|                          | Lorraine Jullian-Sicard | SE             | 859   | 43,60  | 5  | 1 |  |  |
|                          |                         |                |       |        |    |   |  |  |
| Inscrits                 | Inscrits                | Inscrits       | 2 646 | 100,00 |    |   |  |  |
| Abstentions              | Abstentions             | Abstentions    | 613   | 23,17  |    |   |  |  |
| Votants                  | Votants                 | Votants        | 2 033 | 76,83  |    |   |  |  |
| Blancs et nuls           | Blancs et nuls          | Blancs et nuls | 63    | 3,10   |    |   |  |  |
| Exprimés                 | Exprimés                | Exprimés       | 1 970 | 96,90  |    |   |  |  |
| * Liste du maire sortant |                         |                |       |        |    |   |  |  |

### Saint-Laurent-d'Aigouze
- Maire sortant : Laurent Pélissier
- 23 sièges à pourvoir au conseil municipal (population légale 2011 : 3 310 habitants)
- 6 sièges à pourvoir au conseil communautaire (CC Terre de Camargue)

|                          | Laurent Pélissier* | SE             | 1 318 | 70,48  | 20 | 5 |  |  |
|                          | Jean-Michel Delsuc | DVG            | 552   | 29,51  | 3  | 1 |  |  |
|                          |                    |                |       |        |    |   |  |  |
| Inscrits                 | Inscrits           | Inscrits       | 2 599 | 100,00 |    |   |  |  |
| Abstentions              | Abstentions        | Abstentions    | 576   | 22,16  |    |   |  |  |
| Votants                  | Votants            | Votants        | 2 023 | 77,84  |    |   |  |  |
| Blancs et nuls           | Blancs et nuls     | Blancs et nuls | 153   | 7,56   |    |   |  |  |
| Exprimés                 | Exprimés           | Exprimés       | 1 870 | 92,44  |    |   |  |  |
| * Liste du maire sortant |                    |                |       |        |    |   |  |  |

### Saint-Martin-de-Valgalgues
- Maire sortant : Guy Marrot
- 27 sièges à pourvoir au conseil municipal (population légale 2011 : 4 199 habitants)
- 2 sièges à pourvoir au conseil communautaire (CA Alès Agglomération)

| Tête de liste            | Tête de liste       | Liste          | Premier tour | Premier tour | Second tour | Second tour | Sièges | Sièges |
| Tête de liste            | Tête de liste       | Liste          | Voix         | %            | Voix        | %           | CM     | CC     |
| ------------------------ | ------------------- | -------------- | ------------ | ------------ | ----------- | ----------- | ------ | ------ |
|                          | Guy Marrot *        | DVD            | 815          | 36,59        | 1 062       | 48,25       | 6      |        |
|                          | Claude Cerpedes     | DVG            | 804          | 36,10        | 1 139       | 51,74       | 21     | 2      |
|                          | Nadia El Okki       | UDI            | 394          | 17,69        |             |             |        |        |
|                          | Jean-Pierre Veyrenc | SE             | 214          | 9,60         |             |             |        |        |
|                          |                     |                |              |              |             |             |        |        |
| Inscrits                 | Inscrits            | Inscrits       | 3 134        | 100,00       | 3 134       | 100,00      |        |        |
| Abstentions              | Abstentions         | Abstentions    | 828          | 26,42        | 827         | 26,39       |        |        |
| Votants                  | Votants             | Votants        | 2 306        | 73,58        | 2 307       | 73,61       |        |        |
| Blancs et nuls           | Blancs et nuls      | Blancs et nuls | 79           | 3,43         | 106         | 4,59        |        |        |
| Exprimés                 | Exprimés            | Exprimés       | 2 227        | 96,57        | 2 201       | 95,41       |        |        |
| * Liste du maire sortant |                     |                |              |              |             |             |        |        |

### Saint-Privat-des-Vieux
- Maire sortant : Philippe Ribot
- 27 sièges à pourvoir au conseil municipal (population légale 2011 : 4 737 habitants)
- 3 sièges à pourvoir au conseil communautaire (CA Alès Agglomération)

|                          | Philippe Ribot * | SE             | 1 944 | 100,00 | 27 | 3 |  |  |
|                          |                  |                |       |        |    |   |  |  |
| Inscrits                 | Inscrits         | Inscrits       | 4 071 | 100,00 |    |   |  |  |
| Abstentions              | Abstentions      | Abstentions    | 1 630 | 40,04  |    |   |  |  |
| Votants                  | Votants          | Votants        | 2 441 | 59,96  |    |   |  |  |
| Blancs et nuls           | Blancs et nuls   | Blancs et nuls | 497   | 20,36  |    |   |  |  |
| Exprimés                 | Exprimés         | Exprimés       | 1 944 | 79,64  |    |   |  |  |
| * Liste du maire sortant |                  |                |       |        |    |   |  |  |

### Salindres
- Maire sortant : Daniel Verdelhan
- 23 sièges à pourvoir au conseil municipal (population légale 2011 : 3 145 habitants)
- 2 sièges à pourvoir au conseil communautaire (CA Alès Agglomération)

|                          | Daniel Verdelhan *    | PCF            | 938   | 57,12  | 18 | 2 |  |  |
|                          | Cécile Allard-Crouzet | SE             | 704   | 42,87  | 5  |   |  |  |
|                          |                       |                |       |        |    |   |  |  |
| Inscrits                 | Inscrits              | Inscrits       | 2 572 | 100,00 |    |   |  |  |
| Abstentions              | Abstentions           | Abstentions    | 859   | 33,40  |    |   |  |  |
| Votants                  | Votants               | Votants        | 1 713 | 66,60  |    |   |  |  |
| Blancs et nuls           | Blancs et nuls        | Blancs et nuls | 71    | 4,14   |    |   |  |  |
| Exprimés                 | Exprimés              | Exprimés       | 1 642 | 95,86  |    |   |  |  |
| * Liste du maire sortant |                       |                |       |        |    |   |  |  |

### Sommières
- Maire sortant : Guy Marotte
- 27 sièges à pourvoir au conseil municipal (population légale 2011 : 4 463 habitants)
- 8 sièges à pourvoir au conseil communautaire (CC du Pays de Sommières)

|                          | Guy Marotte *  | DVG            | 1 197 | 100,00 | 27 | 8 |  |  |
|                          |                |                |       |        |    |   |  |  |
| Inscrits                 | Inscrits       | Inscrits       | 3 133 | 100,00 |    |   |  |  |
| Abstentions              | Abstentions    | Abstentions    | 1 565 | 49,95  |    |   |  |  |
| Votants                  | Votants        | Votants        | 1 568 | 50,05  |    |   |  |  |
| Blancs et nuls           | Blancs et nuls | Blancs et nuls | 371   | 23,66  |    |   |  |  |
| Exprimés                 | Exprimés       | Exprimés       | 1 197 | 76,34  |    |   |  |  |
| * Liste du maire sortant |                |                |       |        |    |   |  |  |

### Uchaud
- Maire sortant : Christian Eymard
- 27 sièges à pourvoir au conseil municipal (population légale 2011 : 4 187 habitants)
- 5 sièges à pourvoir au conseil communautaire (CC Rhôny Vistre Vidourle)

| Tête de liste  | Tête de liste  | Liste          | Premier tour | Premier tour | Second tour | Second tour | Sièges | Sièges |
| Tête de liste  | Tête de liste  | Liste          | Voix         | %            | Voix        | %           | CM     | CC     |
| -------------- | -------------- | -------------- | ------------ | ------------ | ----------- | ----------- | ------ | ------ |
|                | Maryan Bonnet  | SE             | 657          | 31,83        | 1 000       | 47,66       | 20     | 4      |
|                | Joffrey Léon   | SE             | 514          | 24,90        | 741         | 35,31       | 5      | 1      |
|                | Thierry Agnel  | DVD            | 509          | 24,66        |             |             |        |        |
|                | Muriel Mourgue | FN             | 384          | 18,60        | 357         | 17,01       | 2      |        |
|                |                |                |              |              |             |             |        |        |
| Inscrits       | Inscrits       | Inscrits       | 2 935        | 100,00       | 2 935       | 100,00      |        |        |
| Abstentions    | Abstentions    | Abstentions    | 833          | 28,38        | 781         | 26,61       |        |        |
| Votants        | Votants        | Votants        | 2 102        | 71,62        | 2 154       | 73,39       |        |        |
| Blancs et nuls | Blancs et nuls | Blancs et nuls | 38           | 1,81         | 56          | 2,60        |        |        |
| Exprimés       | Exprimés       | Exprimés       | 2 064        | 98,19        | 2 098       | 97,40       |        |        |

### Uzès
- Maire sortant : Jean-Luc Chapon (UDI)
- 29 sièges à pourvoir au conseil municipal (population légale 2011 : 8 626 habitants)
- 17 sièges à pourvoir au conseil communautaire (CC Pays d'Uzès)

|                          | Jean-Luc Chapon *  | UMP-UDI        | 2 110 | 51,60  | 23 | 14 |  |  |
|                          | Caroline Sépet     | DVG            | 813   | 19,88  | 3  | 2  |  |  |
|                          | Jérôme Maurin      | SE             | 681   | 16,65  | 2  | 1  |  |  |
|                          | Martial Jourdan    | DVG            | 305   | 7,45   | 1  |    |  |  |
|                          | Chrystelle Jimenez | PS-PCF-EELV    | 180   | 4,40   |    |    |  |  |
|                          |                    |                |       |        |    |    |  |  |
| Inscrits                 | Inscrits           | Inscrits       | 6 768 | 100,00 |    |    |  |  |
| Abstentions              | Abstentions        | Abstentions    | 2 506 | 37,03  |    |    |  |  |
| Votants                  | Votants            | Votants        | 4 262 | 62,97  |    |    |  |  |
| Blancs et nuls           | Blancs et nuls     | Blancs et nuls | 173   | 4,06   |    |    |  |  |
| Exprimés                 | Exprimés           | Exprimés       | 4 089 | 95,94  |    |    |  |  |
| * Liste du maire sortant |                    |                |       |        |    |    |  |  |

### Vauvert
- Maire sortant : Gérard Gayaud (UMP)
- 33 sièges à pourvoir au conseil municipal (population légale 2011 : 11 200 habitants)
- 16 sièges à pourvoir au conseil communautaire (CC de Petite Camargue)

| Tête de liste            | Tête de liste        | Liste          | Premier tour | Premier tour | Second tour | Second tour | Sièges | Sièges |
| Tête de liste            | Tête de liste        | Liste          | Voix         | %            | Voix        | %           | CM     | CC     |
| ------------------------ | -------------------- | -------------- | ------------ | ------------ | ----------- | ----------- | ------ | ------ |
|                          | Jean Denat           | DVG            | 2 272        | 37,84        | 2 661       | 41,48       | 24     | 11     |
|                          | Jean-Louis Meizonnet | FN             | 1 958        | 32,61        | 2 268       | 35,35       | 6      | 3      |
|                          | Gérard Gayaud *      | DVD            | 1 774        | 29,54        | 1 486       | 23,16       | 3      | 2      |
|                          |                      |                |              |              |             |             |        |        |
| Inscrits                 | Inscrits             | Inscrits       | 8 673        | 100,00       | 8 773       | 100,00      |        |        |
| Abstentions              | Abstentions          | Abstentions    | 2 447        | 28,21        | 2 199       | 25,07       |        |        |
| Votants                  | Votants              | Votants        | 6 226        | 71,79        | 6 574       | 74,93       |        |        |
| Blancs et nuls           | Blancs et nuls       | Blancs et nuls | 222          | 3,57         | 159         | 2,42        |        |        |
| Exprimés                 | Exprimés             | Exprimés       | 6 004        | 96,43        | 6 415       | 97,58       |        |        |
| * Liste du maire sortant |                      |                |              |              |             |             |        |        |

### Vergèze
- Maire sortant : René Balana
- 27 sièges à pourvoir au conseil municipal (population légale 2011 : 4 684 habitants)
- 5 sièges à pourvoir au conseil communautaire (CC Rhôny Vistre Vidourle)

|                          | René Balana *  | PS             | 1 476 | 65,07  | 23 | 4 |  |  |
|                          | Brian Larequie | UMP            | 792   | 34,92  | 4  | 1 |  |  |
|                          |                |                |       |        |    |   |  |  |
| Inscrits                 | Inscrits       | Inscrits       | 3 561 | 100,00 |    |   |  |  |
| Abstentions              | Abstentions    | Abstentions    | 1 131 | 31,76  |    |   |  |  |
| Votants                  | Votants        | Votants        | 2 430 | 68,24  |    |   |  |  |
| Blancs et nuls           | Blancs et nuls | Blancs et nuls | 162   | 6,67   |    |   |  |  |
| Exprimés                 | Exprimés       | Exprimés       | 2 268 | 93,33  |    |   |  |  |
| * Liste du maire sortant |                |                |       |        |    |   |  |  |

### Villeneuve-lès-Avignon
- Maire sortant : Jean-Marc Roubaud (UMP)
- 33 sièges à pourvoir au conseil municipal (population légale 2011 : 12 266 habitants)
- 6 sièges à pourvoir au conseil communautaire (CA Grand Avignon)

|                          | Jean-Marc Roubaud * | UMP            | 3 977  | 61,93  | 27 | 5 |  |  |
|                          | Florent Lemont      | PS-PCF-EELV    | 1 713  | 26,67  | 4  | 1 |  |  |
|                          | Gilles Caïtucoli    | FN             | 731    | 11,38  | 2  |   |  |  |
|                          |                     |                |        |        |    |   |  |  |
| Inscrits                 | Inscrits            | Inscrits       | 10 453 | 100,00 |    |   |  |  |
| Abstentions              | Abstentions         | Abstentions    | 3 804  | 36,39  |    |   |  |  |
| Votants                  | Votants             | Votants        | 6 649  | 63,61  |    |   |  |  |
| Blancs et nuls           | Blancs et nuls      | Blancs et nuls | 228    | 3,43   |    |   |  |  |
| Exprimés                 | Exprimés            | Exprimés       | 6 421  | 96,57  |    |   |  |  |
| * Liste du maire sortant |                     |                |        |        |    |   |  |  |